# Mers tropicales
Pour plus de détails, voir Fiche technique et Distribution.
Mers tropicales (Mari del sud) est une comédie italienne réalisée par Marcello Cesena (it) et sortie en 2001.
Le film est un remake du film allemand Südsee, eigene Insel de Thomas Bahmann sorti en 1999.

## Synopsis
Alberto est un consultant financier sur le point de partir en vacances sous les tropiques avec sa femme Sabina et sa fille Sandra, lorsqu'il découvre qu'il a été escroqué et qu'il a perdu toutes ses économies. Pour ne pas perdre la face devant ses collègues et ses voisins, lui et sa famille s'enferment dans le sous-sol de leur maison, faisant croire à tous qu'il est parti. Le besoin de n'être trouvé par personne, ainsi que la possibilité d'observer la vie de ses voisins en leur absence, donnent lieu à de nombreuses situations comiques dans le film.

## Fiche technique
- Titre original italien : Mari del sud[1]
- Titre français : Mers tropicales[1]
- Réalisateur : Marcello Cesena (it)
- Scénario : Marcello Cesena (it) d'après le film Südsee, eigene Insel de Thomas Bahmann sorti en 1999[2].
- Photographie : Régis Blondeau
- Montage : Florio Sampieri
- Musique : Bernardo Bonezzi, Paolo Silvestri
- Effets spéciaux : Digitalia Graphics
- Décors : Gianni Giovagnoni
- Costumes : Valeria Campo
- Société de production : Medusa Film, Cattleya
- Pays de production :  Italie
- Langue de tournage : italien
- Format : Couleur - 1,85:1 - Son stéréo - 35 mm
- Durée : 100 minutes (1 h 40)
- Genre : Comédie
- Dates de sortie :
  - Italie : 12 octobre 2001
  - France : 27 octobre 2002 (Festival du film italien de Villerupt[3])

## Distribution
- Diego Abatantuono : Alberto Brogini
- Victoria Abril : Sabina
- Giulia Steigerwalt : Sandra
- Ilaria Strazzullo : Myrna
- Antonio Stornaiolo : Giacomo
- Vivian De La Cruz : Mai Van
- Clara Modugno : Mme Ines
- Paolo Lombardi : Bormioli
- Barbara Bouchet : L'égérie de la publicité
- Chiara Sani : Melania
- Fiammetta Baralla : Mme Sciallero
- Giuliana Calandra : Mme Tacchini
- Nando Gazzolo : Tacchini
- Enzo Cannavale : Sciallero
- Enzo Iacchetti : météorologue
- Lucia Ocone : caissière
- Isa Gallinelli : caissière
- Stefano Scandaletti : caissier : Rocco
- Valerio Capitolino : Carlo
- Giulio Golia : serveur
- Antonio Conte : commissaire